# Sybra terminata
Sybra terminata är en skalbaggsart som beskrevs av Stefan von Breuning 1939. Sybra terminata ingår i släktet Sybra och familjen långhorningar. Inga underarter finns listade i Catalogue of Life.